# Maierform

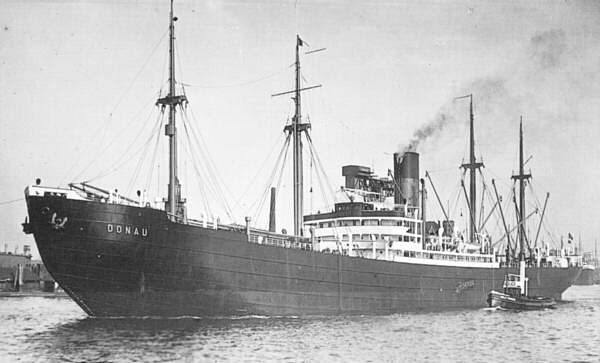
Typischer Maierform-Steven der Donau

Maierform bezeichnet zum einen die nach ihrem Erfinder, dem österreichischen Schiffbau-Ingenieur Fritz F. Maier (1844–1926), benannte Form von Schiffskörpern und zum anderen ein daraus entstandenes Schiffsingenieurunternehmen.

## Geschichte
Fritz F. Maier (1844–1926), der in Wien Schiffbau studiert hatte, startete seine ersten Versuche in einem Versuchstank in Schottland. Nach der Jahrhundertwende entwickelte er in der Schleppversuchsstation des Norddeutschen Lloyd eine Schiffsform, deren Vorteile über Jahrzehnte hindurch den Schiffbau bestimmten. Diese Rumpfform mit charakteristisch V-förmigen Spanten und ausfallendem Vorsteven ergab eine höhere Geschwindigkeit bei gleicher Maschinenleistung durch geringeren Fahrwiderstand, besseres Seegangsverhalten, größere Deckflächen und breitere Laderäume. Maier senior starb 1926 und erlebte die praktische Anwendung seiner Schiffsform nicht mehr.
Nach dem Tod von Fritz Maier übernahm sein Sohn Erich Maier (1901–1981) die Maierform und begann die Ideen seines Vaters zu vermarkten und weiterzuentwickeln. Dazu wurde 1927 die Maier-Schiffsform-Verwertungsgesellschaft m.b.H. in Bremen gegründet. Diese lieferte Entwürfe und erteilte Lizenzen. Nachdem 1928 drei Fischdampfer nach Maierform gebaut wurden, gab es 1931 schon 26 Schiffe. 1938 wurden 481 Schiffe nach Maierform gezählt und bei Ausbruch des Zweiten Weltkrieges fuhren bereits über 900 Maierform-Schiffe. Die Maierform GmbH entwarf für die deutsche Kriegsmarine die sogenannten Kriegsfischkutter (KFK), ein Hilfsschiff für Vorpostendienste, das in Friedenszeiten schnell in einen regulären Fischkutter umgebaut werden konnte. Mit einer Bestellung von 1072 Fahrzeugen, von denen bis Kriegsende immerhin 612 Boote auf diversen Werften fertiggestellt werden konnten, stellen sie die größte Schiffbauserie in der deutschen Seefahrtsgeschichte dar.
Nach dem Krieg entwickelte sich die Formgebung über die Jahre weiter. Die Stevenformen heutiger nach Maierform gebauter Schiffe haben daher auch nichts mit dem ursprünglich als Maierform bezeichneten Steven gemein. Die Zahl der nach Maierform gebauten Schiffe ist auf über 6000 gestiegen, es sind dies neben Passagier- und Frachtschiffen auch Schlepper, Tanker, Binnenschiffe und Seenotrettungsschiffe.